# Goraždanski muftiluk
Goraždanski muftiluk, muftijstvo Islamske zajednice u Bosni i Hercegovini koje djeluje na području Bosne i Hercegovine. Sjedište muftiluka je u Goraždu. Trenutačni muftija je Remzija ef. Pitić (od 2014.).

## Organizacija
Goraždanskom muftiluku pripada osam medžlisa (odbora) Islamske zajednice i to su: Čajniče, Foča, Goražde, Rogatica, Rudo, Ustikolina, Višegrad i Žepa, koji su dalje podijeljeni na džemate. Džemati čine najmanje organizacione jedinice Islamske zajednice.

## Muftije
| #  | Ime i prezime     | Mandat započeo | Mandat završen | Napomene |
| -- | ----------------- | -------------- | -------------- | -------- |
| 1. | Hamed ef. Efendić | 1993.          | 2014.          |          |
| 2. | Remzija ef. Pitić | 2014.          | Trenutačno     |          |

## Vanjske poveznice
- Goraždanski muftiluk